# Гринин, Сергей Анатольевич
Сергей Анатольевич Гринин (2 марта 1986, Пенза — 29 октября 2023, Авдеевка, Донецкая область) — российский военнослужащий, старшина, кавалер двух орденов Мужества, Герой Российской Федерации (2023, посмертно).

## Биография
Сергей Анатольевич Гринин родился 2 марта 1986 года в городе Пенза. Учился в пензенской средней школе № 66. После окончания 9-ти классов школы, с 2001 по 2004 год обучался на электромонтера в профессиональном лицее № 3.
В 2004 году был призван на срочную службу, которую проходил в воздушно-десантных войсках. В 2006 году подписал контракт на прохождение службы в 3-й отдельной гвардейской бригаде специального назначения ГРУ. Участвовал в боевых действиях на территории Республики Таджикистан, Сирийской Арабской Республике.
С февраля 2022 года участвовал российском вторжении на Украину. Скончался от тяжёлых ранений полученных в бою 29 октября 2023 года.

## Награды
- Указом Президента России Владимира Путина от 15 февраля 2024 г., за «за мужество и героизм, проявленные при исполнении воинского долга» удостоен звания Героя Российской Федерации посмертно.[3][4]
- Два Ордена Мужества (28.07.2016; 11.03.2023).
- Медаль «За отвагу» (28.10.2022).
- Две медали «За боевые отличия».
- Медаль «За воинскую доблесть» II-й степени.
- Медаль «За отличие в военной службе» III-й степени. (07. 12. 2023)
- Медаль «За возвращение Крыма».
- Медаль «Участнику военной операции в Сирии».
- Медаль «За участие в миротворческой миссии в Сирийской арабской республике» (2018).
- Медаль Сирийской Арабской республики «За освобождение Пальмиры».
- Медаль «Участнику специальной военной операции».

## Общественные почести
- 9 апреля 2024 года медаль «Золотая Звезда» С. А. Гринина передана на хранение в Пензенский государственный краеведческий музей.[5][6]
- 8 мая 2024 года в Пензенском государственном краеведческом музее заработала экспозиция, посвященная памяти Сергея Гринина.[7]
- В Пензенском колледже транспортных технологий 25 апреля состоялось открытие стены памяти «Лица Героев», в том числе Гринина[8]
- 8 мая 2024 года в средней школе № 66 г. Пензы открыта мемориальная доска.[9][10][11]
- 15 июня 2024 года на териитории 3-й отдельной гвардейской бригады специального назначения ГРУ (г. Тольятти) открыли бюсты двум Героям России. Увековечение памяти старшины Сергея Гринина и ефрейтора Евгения Карпенко прошло на аллее славы войсковой части.[12]